# М-80 (петарда)

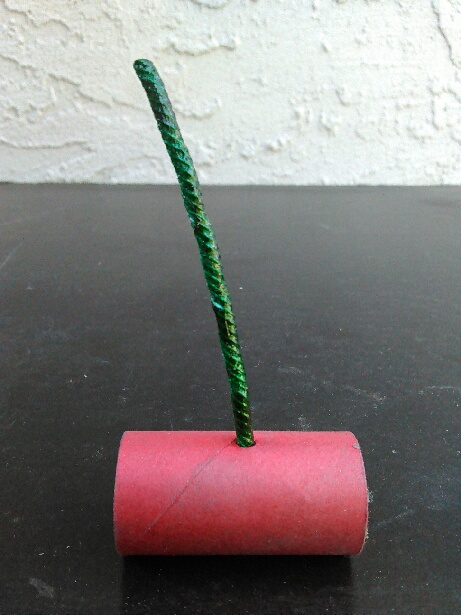
М-80 «Салют»

М-80 — большая и мощная петарда американского класса, которую иногда называют салют. М-80 были изготовлены в начале XX века американскими военными для имитации взрывчатых веществ или артиллерийского огня; позже, М-80 изготавливался, как фейерверк. Традиционно, М-80 были сделаны из маленькой картонной трубки, чаще красного цвета, примерно 1,5 дюйма (3,8 см) в длину и 0,56 дюйма (1,4 см) в диаметре, с предохранителем или фитилём; этот тип взрывателя широко известен как пушечный фитиль или виско фитиль. Петарда часто содержит в себе приблизительно 2½-3 грамма из пиротехнического флэш-состава; многие источники утверждают, что М-80 несёт в себе 3 грамма состава.

## Законность

### Канада
М-80 не разрешены, что делает ввоз, хранение, транспортировку и изготовление запрещенным в Канаде.

### США
Из-за потенциального ущерба и телесных повреждений, которые могут быть вызваны М-80, фейерверком класса «С»—ныне известного как бытовая пиротехника (класс 1,4 Г), В отличие от фейерверков (которые были класса Б, А сейчас 1,3 г)— гражданские лица должны иметь лицензии, выданные федеральными органами власти для пиротехнических устройств, содержащих заряд свыше 50 мг пиротехнического флэш-порошка. В 1966 г. М-80 и «вишневые бомбы» были ограничены в США Комиссией по безопасности потребительских товаров (КБПТ) и законом «Об охране детей» с 1966 года. В 1975 году в США были приняты федеральные нормы, чтобы ограничить предоставление фейерверков для продажи общественности в Соединённых Штатах, максимум 50 миллиграммов флэш-порошка. Однако петарды установленный на ракету, или другие воздушные пиротехнические устройства, таких как ракеты, римские свечи, и «кейки» в форме торта и т. д., могут иметь норму значительно больше, до 130 мг или больше (в зависимости от устройства и классификации). Такие пиротехнические устройства могут быть легально приобретены любым гражданином США.
Имея федеральную лицензию, которая может быть получена и выдана местными властями АТФ, гражданин возможно может приобрести М-80. Федеральные и государственные чиновники иногда раздают их фермерам, чтобы отпугнуть диких животных, посягающих на урожай.

#### Поддельные М-80
Многие петарды, продающиеся легально в Соединённых Штатах, имеют названия и обозначения с указанием первоначальной «М-80», таких, например, как «М-80 Хлопушка», «М-8000», или «М-##» (где ## — номер). Они отличаются от реальных «М-80», поскольку они подпадают под действие правил в отношении продажи взрывчатых веществ и пиротехнических средств для широкой публики. Эти петарды чаще всего имеют небольшую капсулу с 50 мг флеш-состава и предохранитель в нём. Капсулу окружает гипс или подобный материал, и, наконец, гильза и две пластиковых заглушки. Из-за размеров петарды, покупатели иногда обманываются, думая, что вся гильза полная. Оригинальные М-80 имеют бумажные колпачки, и содержат в 50-60 раз больше флеш-состава.
Вопреки городской легенде, М-80, который содержит 3000 мг флеш-состава не соответствует четверти палки динамита. Динамит обычно содержит стабилизированный нитроглицерин на основе взрывчатки, в то время как М-80 или любого другого типа хлопушка содержит минимально взрывной порошок, как флэш-состав или чёрный порох. Некоторые незаконные петарды, однако, содержат(-ли), или сообщается, что содержат(-ли) небольшое количество пикриновой кислоты (аналог динамита), для большего эффекта.

## Несчастные случаи
Существуют документально подтвержденные случаи о травмах с гражданскими М-80 в течение с 1950-х — 1960-х годов и до сих пор, так как М-80 по-прежнему производятся и продаются для общественности. Были зафиксированы случаи, когда пользователи теряли свои пальцы или руки.
Питер Крисс, экс-барабанщик рок-группы Kiss, был жертвой М-80 на концерте Ричмонд Колизей в 1976 году, когда фанат бросил М-80 на сцену, чуть не сбив его с барабана и оставив его с частичной потерей слуха на оставшуюся часть ночи.
В 1983 году произошёл взрыв на секретном нелицензированном заводе фейерверков, производящем М-80 и М-100 возле Бентона, Теннесси. Убиты 11 человек, пострадал один. Петарды нанесли ущерб в радиусе нескольких миль. Этот завод был самым успешным по производству нелегальной пиротехники. Первоначальный звук взрыва был слышен в радиусе 15 миль. Это самый большой взрыв фейерверков, зафиксированный документально.